# Barrio Reina Victoria
El Barrio Reina Victoria, también conocido como Barrio Obrero por su función inicial, es un grupo de viviendas localizado en la ciudad de Huelva, España, construidas en 1916 y que comprende unas ocho hectáreas de terreno aproximadamente.
Situado cerca de la zona centro, en una pequeña elevación denominada Cerro de San Cristóbal, se trata de una organización de viviendas unifamiliares construidas por la Rio Tinto Company Limited para sus empleados anglosajones. Recibió su denominación en honor de la entonces reina de España, Victoria Eugenia de Battenberg, aunque erróneamente se asuma que fue por la ya fallecida Victoria del Reino Unido. Aunque su estilo se resume tradicionalmente como inglés, en él se mezclan la arquitectura andaluza, neomudéjar y colonial dando como resultado un conjunto ecléctico que además recuerda a las construcciones alemanas, austriacas y holandesas. Es destacable que dentro del extenso conjunto cada vivienda es diferente de las demás. Está declarado Bien de Interés Cultural, con categoría de Conjunto Histórico,
aunque diferentes asociaciones vecinales y culturales han criticado su abandono.

## El modelo de ciudad jardín y exportación a España

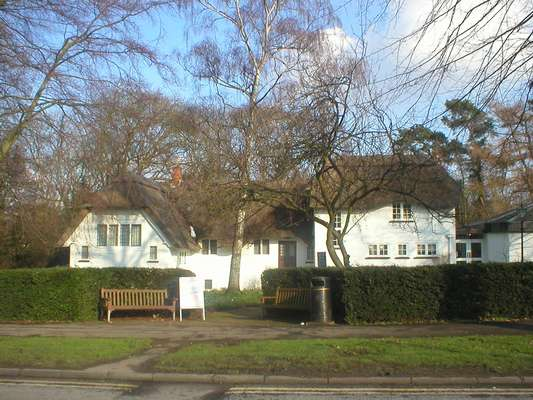
Heritage Museum de Letchworth (Inglaterra). Salvando las distancias, el Reina Victoria toma los postulados de esta primera ciudad jardín.

El modelo de ciudad jardín surgió en Inglaterra a finales del siglo XIX a raíz de las propuestas de Ebenezer Howard para la Ciudad Jardín de Letchworth. Estas ideas urbanísticas se complementaron además con las de Robert Owen, John Ruskin, y Friedrich Engels que propugnaban una ciudad orientada a la naturaleza como reacción contra el maquinismo y la concentración de las ciudades del siglo XIX.
En los primeros años del siglo siguiente este planteamiento aparece en España sobre todo en localidades con importantes vínculos con Gran Bretaña como fueron la Ciudad Jardín de Bilbao  o la propia Huelva. Esta nueva perspectiva de la ciudad era la respuesta al vertiginoso cambio de la era industrial y que buscaba recuperar un nexo entre la urbe y el campo. Unas veces el modelo se adoptó para la población burguesa mientras que en otras -como en este caso- para dar respuesta a una clase trabajadora desbordada y que carecía de las más elementales estructuras higienísticas. En este sentido, el Reina Victoria, es una solución en España a estas demandas semejante a otras en Gran Bretaña como la de Port Sunlight.

## La Rio Tinto Company Limited en la ciudad

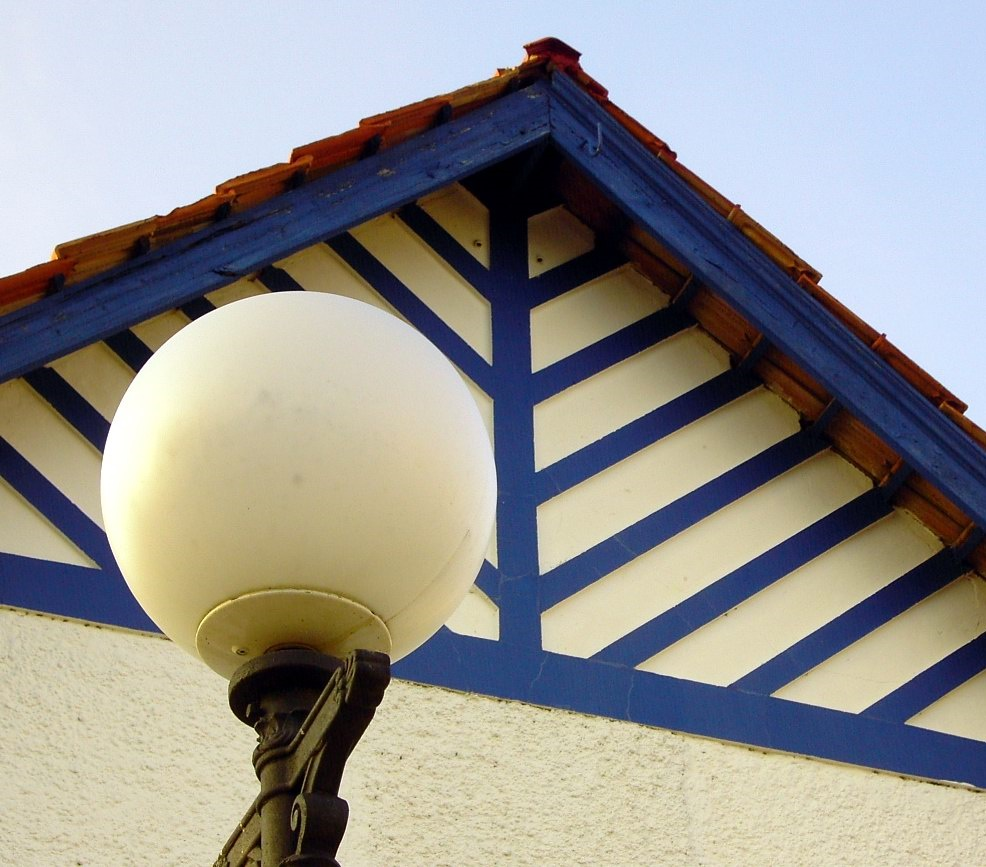
Detalle de una casa, donde se pueden observan los elementos claramente foráneos.

La Rio Tinto Company fue una empresa constituida desde 1873 posibilitando el gran potencial minero de la zona. El empresario alemán afincado en la ciudad Guillermo Sundheim había sido el encargado de poner en contacto a diferentes empresarios para la explotación de las minas considerando asimismo las posibilidades de Huelva y su puerto como centro industrial que diese salida y apoyo logístico a la producción.
A esta nueva economía basada en la minería se unió que Huelva, como flamante nueva capital desde 1833, y con su mencionada salida al mar, desarrolló una pequeña burguesía tanto local como foránea. En ella se instalaron parte de los directivos ingleses y se impulsó un gran desarrollo industrial atípico en la retrasada Andalucía de la época. En los terrenos de "La Compañía" en Huelva se edificaron una estación de ferrocarril, oficinas, industrias, muelles, depósitos de minerales y complejas estructuras ferroviarias como el muelle-embarcadero de mineral, las cuales permitían la salida a la Ría de la producción. Además existía un amplio patrimonio edilicio para esta nueva burguesía como la Casa Colón, así como diferentes hoteles y hospitales patrocinados por las compañías.
Pero además la ciudad cobijaba una gran masa trabajadora dispersa y cuyas condiciones de vivienda eran muy desfavorables que, en palabras de la autora M. A. Díaz Zamorano, "eran un motor potencial de insurrección contra el equilibrio estratégicamente orquestado por la empresa capitalista". Con idea de mejorar estas condiciones de vida pero sobre todo para vigilar y adoctrinar a esa gran masa obrera, la Rio Tinto Company compró con la ayuda de la familia alemana de los Claus unas 8 hectáreas de terrenos en el llamado "Cerro de San Cristóbal" para proyectar la construcción de una ciudad jardín. Esta era una primera solución racional al aumento desbordado de la ciudad y permitía desarrollar una zona tanto de vivienda como de equimamiento más cercana a los centros de poder de Huelva.

## Estructura del Reina Victoria

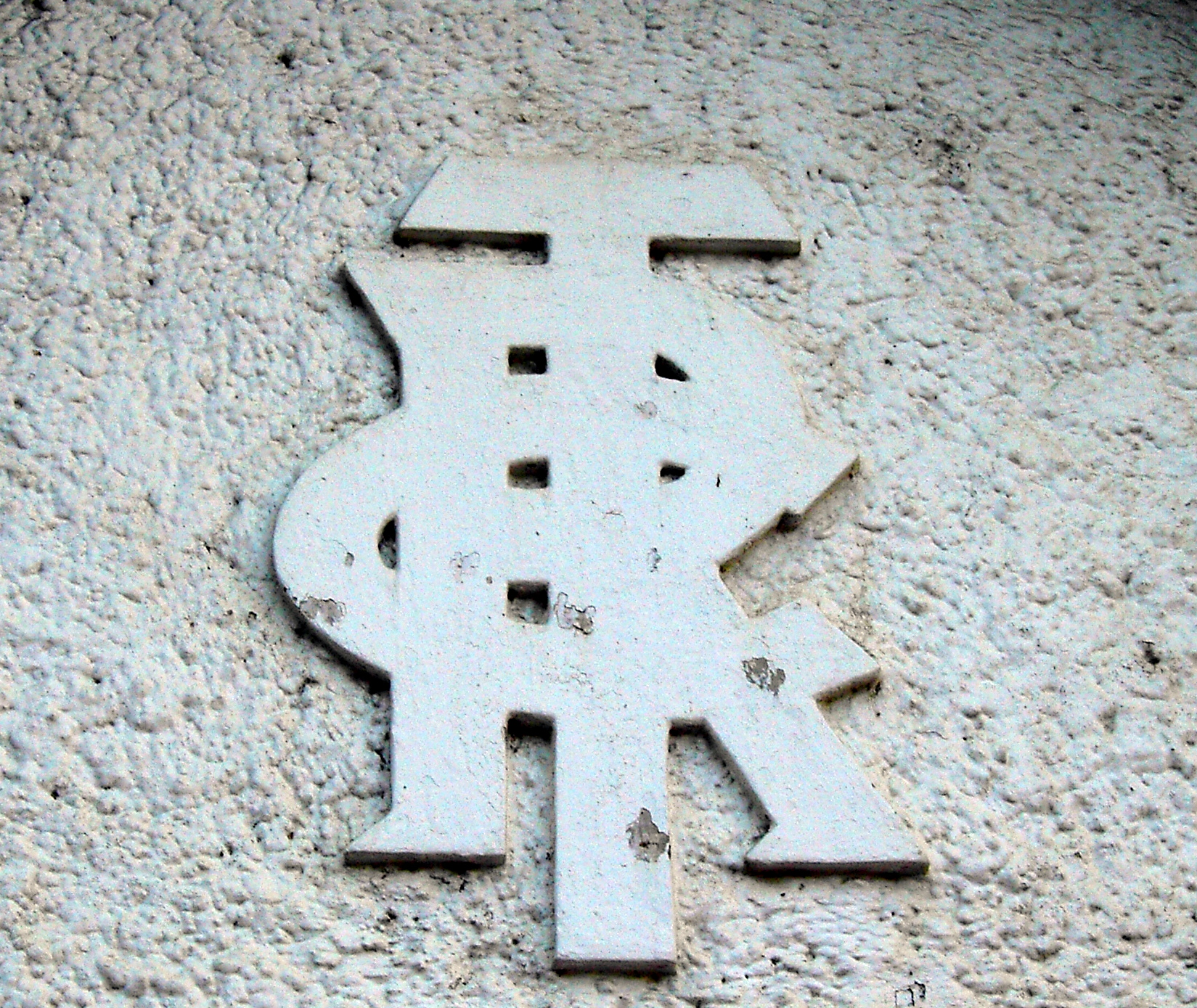
Logo de la Rio Tinto Company Limited situado en la Casa del Guarda.

Los trabajos de construcción fueron encargados a los arquitectos municipales José María Pérez Carasa y Gonzalo Aguado, que en una primera fase diseñaron un complejo de nueve calles paralelas más dos ortogonales todas ellas peatonales además de un paseo en su perímetro abierto al paso de vehículos. Cada cruce de calles se remataba con una pequeña isleta ajardinada. Los servicios comunes se situaban en uno de los extremos, donde se contemplaban los baños y lavaderos, una iglesia, equipamiento cultural (cine, biblioteca y kiosko musical) y un casino, aunque nunca fueron edificados.
Los 71 edificios eran en planta iguales e independientes con planta en forma de letra "T", de una sola altura y formado por tres viviendas cada uno. Las casas, que recogen algunos de los rasgos característicos de la arquitectura inglesa, presentan cubiertas a dos aguas con teja plana y chimenea y fachadas enfoscadas, encaladas, con detalles decorativos de ladrillo visto o incluso con azulejos y con verjas también de ladrillo con tonalidades blancas y amarillas. Esta primera fase concluyó en 1919, con algunas modificaciones del arquitecto británico R. H. Morgan respecto al proyecto inicial.
Morgan diseñó la entrada principal del barrio, que da a la plaza de España. Entre los años 1923 y 1929 se construyeron otros 16 bloques, proyectados tanto por Aguado y Pérez Carasa como por Morgan. Este último imprime su sello personal al introducir, entre otros elementos, la doble altura, las buhardillas y las marquesinas con cubiertas de madera lo que permitió que ninguna de las casas fuera igual a otra. En cuanto a elementos vegetales sobresalían inicialmente la mezcla de grandes alamedas y setos de pimenteros, magnolios, acacias y moreras en consonancia con el planeamiento de Ciudad Jardín del proyecto.
En la localidad de Minas de Riotinto, también en la provincia de Huelva, se construyó una urbanización de similares características como residencia del staff de la empresa.

## Visita de S.M. Alfonso XIII
El 5 de abril de 1926, coincidiendo con la llegada de los aviadores del Plus Ultra a Huelva, S.M. Alfonso XIII visitó la ciudad para recibir a la tripulación y tuvo la oportunidad de realizar un recorrido por distintos lugares de la ciudad, entre ellos el barrio obrero, acompañado por el entonces alcalde de la ciudad, Juan Quintero Báez.
La llegada al barrio se realizó a las cinco y media, con el ministro de Marina y otras personalidades. Aquí fue recibido por el director general de la Compañía Río Tinto Limited, Walter Browning, acompañado por el abogado de la compañía, José Sánchez Mora, y el doctor Haysen. En la crónica del diario de La Provincia, en su edición del mismo día 5, se indica que "el rey fue acogido con aclamaciones por los vecinos de la barriada, arrojándole las mujeres muchas flores". Examinó el plano de la barriada "que elogió mucho" y "don Alfonso recorrió las calles de la misma y los pabellones".  Aquí debió pasar por el arco de la barriada en el que como hoy se puede leer Barrio Reina Victoria, entonces rematado por la corona real que desapareció con la llegada de la II República sin que aún se haya repuesto, ya que forma parte de lo diseñado en su día por Morgan. No se conserva tampoco la placa conmemorativa de esta visita, pero se puede leer en la postal de Roisin que se conserva en el Archivo Municipal de Huelva.

## Degradación y estado actual

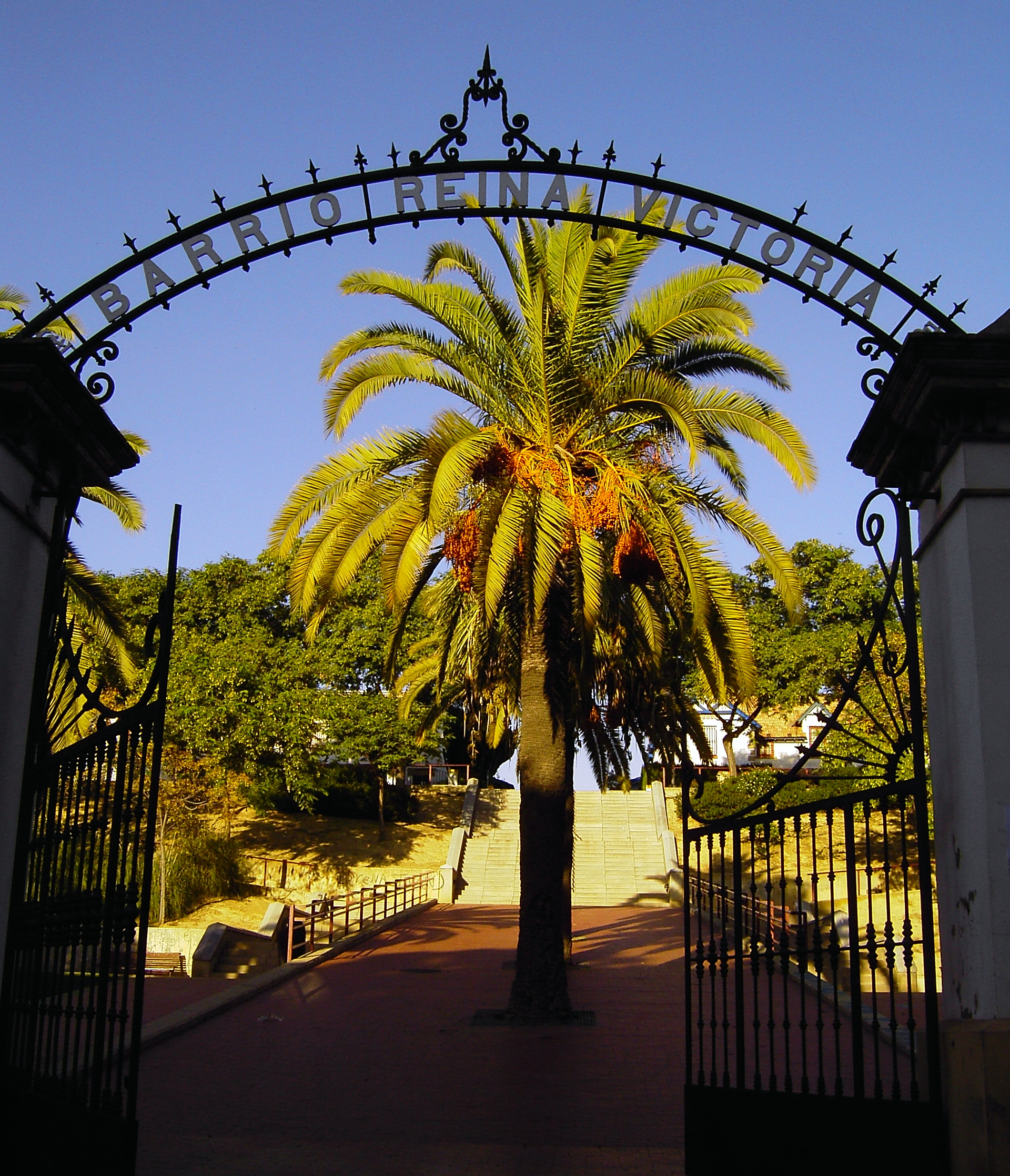
Acceso principal.

Actualmente, el Barrio Obrero Reina Victoria de Huelva ocupa una superficie aproximada de 8,25 hectáreas y cuenta con 274 viviendas distribuidas en 88 edificios, en las que reside una población que no sobrepasa el millar de personas. Rodeado por la ciudad y delimitado por un pequeño muro que recorre su perímetro, el conjunto se alza sobre una plataforma de hasta diez metros por encima de las calles que lo rodean. El trazado general sigue respondiendo al de una ciudad-jardín, con un paseo de circunvalación, nueve calles paralelas con las que se cruzan otras dos y diversas plazoletas elípticas y ajardinadas en las intersecciones. Pese a todo se encuentra abierto al tráfico rodado para residentes y en el espacio central vacío no se han llegado nunca a acometer nuevas instalaciones. Se accede peatonalmente a su interior por una entrada con un arco de acero en el que aparece el nombre del barrio y junto al que se sitúa la que era vivienda de los guardias y vigilantes.
Situado casi en pleno centro de Huelva, se han acometido diversas remodelaciones del murete, jardines y plaza de acceso.
Fue declarado "Bien de Interés Cultural", con la categoría de conjunto histórico por la Junta de Andalucía.

## Cultura
Dentro de los tradición cultural y religiosa de la ciudad, destaca por el paso de la populosa hermandad de la Victoria, del barrio del Polvorín. En este barrio se fundó la "Hermandad de la Victoria", dentro del Colegio de las Reverendas Madres Teresianas. Procesionó por primera vez por sus calles en 1940 y luego -de manera extraordinaria- en 1953 y 1990, pero no fue hasta 1991 cuando el paso de la hermandad por el barrio durante Semana Santa se hizo anual. 
También se celebran en primavera veladas de las tradicionales Cruces de Mayo en la explanada de la entrada principal.